# Netball nos Jogos da Commonwealth de 2018
O netball nos Jogos da Commonwealth de 2018 foi realizado em Gold Coast, na Austrália, entre 5 e 15 de abril. Doze equipes participaram do torneio que é exclusivamente feminino. As partidas foram disputadas no Centro de Convenções e Exibições de Gold Coast na fase preliminar e jogos de consolação e no Centro de Esportes Indoor Comera nas fases semifinal e final.

## Medalhistas
| Evento   | Ouro | Prata | Bronze |
| Feminino | Ama Agbeze Eboni Beckford-Chambers Jade Clarke Beth Cobden Kadeen Corbin Jodie Gibson Serena Guthrie Joanne Harten Natalie Haythornthwaite Helen Housby Geva Mentor Chelsea Pitman ENG Inglaterra | Caitlin Bassett April Brandley Courtney Bruce Laura Geitz Susan Pettitt Kimberley Ravaillion Madison Robinson Gabrielle Simpson Caitlin Thwaites Liz Watson Joanna Weston Stephanie Wood AUS Austrália | Romelda Aiken Shanice Beckford Nicole Dixon Stacian Facey Jhaniele Fowler-Reid Rebekah Robinson Shamera Sterling Adean Thomas Paula Thompson Jodi-Ann Ward Khadijah Williams Vangelee Williams JAM Jamaica |

## Resultados

### Primeira fase
|  | Equipes classificadas às semifinais           |
|  | Equipes classificadas aos jogos de consolação |

Todos os horários seguem a hora oficial de Gold Coast (UTC+10)
| Equipe           | J | V | D | P  |
| ---------------- | - | - | - | -- |
| Austrália        | 5 | 5 | 0 | 10 |
| Jamaica          | 5 | 4 | 1 | 8  |
| África do Sul    | 5 | 3 | 2 | 6  |
| Irlanda do Norte | 5 | 2 | 3 | 4  |
| Barbados         | 5 | 1 | 4 | 2  |
| Fiji             | 5 | 0 | 5 | 0  |

| Horário     | Jogo             | Jogo   | Jogo             |
| ----------- | ---------------- | ------ | ---------------- |
| 5 de abril  |                  |        |                  |
| 13:00       | Jamaica          | 88–30  | Fiji             |
| 20:30       | Austrália        | 94–26  | Irlanda do Norte |
| 6 de abril  |                  |        |                  |
| 15:00       | África do Sul    | 46–57  | Jamaica          |
| 20:30       | Barbados         | 24–79  | Austrália        |
| 7 de abril  |                  |        |                  |
| 15:00       | Irlanda do Norte | 35–49  | África do Sul    |
| 20:30       | Fiji             | 44–65  | Barbados         |
| 8 de abril  |                  |        |                  |
| 13:00       | Jamaica          | 79–41  | Irlanda do Norte |
| 20:30       | Austrália        | 60–38  | África do Sul    |
| 9 de abril  |                  |        |                  |
| 15:00       | Fiji             | 23–108 | Austrália        |
| 18:30       | Jamaica          | 76–32  | Barbados         |
| 10 de abril |                  |        |                  |
| 13:00       | Barbados         | 39–49  | Irlanda do Norte |
| 18:30       | África do Sul    | 92–28  | Fiji             |
| 11 de abril |                  |        |                  |
| 11:00       | África do Sul    | 85–25  | Barbados         |
| 14:00       | Irlanda do Norte | 73–46  | Fiji             |
| 21:00       | Austrália        | 72–51  | Jamaica          |

| Equipe        | J | V | D | P  |
| ------------- | - | - | - | -- |
| Inglaterra    | 5 | 5 | 0 | 10 |
| Nova Zelândia | 5 | 3 | 2 | 6  |
| Uganda        | 5 | 3 | 2 | 6  |
| Malawi        | 5 | 3 | 2 | 6  |
| Escócia       | 5 | 1 | 4 | 2  |
| País de Gales | 5 | 0 | 5 | 0  |

| Horário     | Jogo          | Jogo  | Jogo          |
| ----------- | ------------- | ----- | ------------- |
| 5 de abril  |               |       |               |
| 15:00       | Inglaterra    | 74–28 | Escócia       |
| 18:30       | Nova Zelândia | 64–51 | Uganda        |
| 6 de abril  |               |       |               |
| 13:00       | País de Gales | 44–70 | Nova Zelândia |
| 18:30       | Malawi        | 49–74 | Inglaterra    |
| 7 de abril  |               |       |               |
| 13:00       | Uganda        | 54–52 | Malawi        |
| 18:30       | Escócia       | 51–47 | País de Gales |
| 8 de abril  |               |       |               |
| 15:00       | Inglaterra    | 55–49 | Uganda        |
| 18:30       | Malawi        | 57–53 | Nova Zelândia |
| 9 de abril  |               |       |               |
| 13:00       | Inglaterra    | 85–31 | País de Gales |
| 20:30       | Nova Zelândia | 60–29 | Escócia       |
| 10 de abril |               |       |               |
| 15:00       | Escócia       | 50–51 | Malawi        |
| 20:30       | País de Gales | 40–76 | Uganda        |
| 11 de abril |               |       |               |
| 9:00        | Nova Zelândia | 45–54 | Inglaterra    |
| 16:00       | Uganda        | 57–37 | Escócia       |
| 19:00       | Malawi        | 68–53 | País de Gales |

### Finais
| Horário                              | Jogo          | Jogo  | Jogo             |
| ------------------------------------ | ------------- | ----- | ---------------- |
| Disputa pelo 5º lugar – 12 de abril  |               |       |                  |
| 9:00                                 | África do Sul | 53–42 | Uganda           |
| Disputa pelo 9º lugar – 12 de abril  |               |       |                  |
| 11:00                                | Barbados      | 48–50 | Escócia          |
| Disputa pelo 7º lugar – 12 de abril  |               |       |                  |
| 14:00                                | Malawi        | 60–52 | Irlanda do Norte |
| Disputa pelo 11º lugar – 12 de abril |               |       |                  |
| 16:00                                | Fiji          | 32–81 | País de Gales    |

| Horário                           | Jogo          | Jogo  | Jogo          |
| --------------------------------- | ------------- | ----- | ------------- |
| Semifinais – 14 de abril          |               |       |               |
| 15:00                             | Inglaterra    | 56–55 | Jamaica       |
| 17:00                             | Austrália     | 65–44 | Nova Zelândia |
| Disputa pelo bronze – 15 de abril |               |       |               |
| 11:00                             | Nova Zelândia | 55–60 | Jamaica       |
| Final – 15 de abril               |               |       |               |
| 13:00                             | Austrália     | 51–52 | Inglaterra    |

## Classificação final
| Pos. | Equipe               |
| ---- | -------------------- |
|      | ENG Inglaterra       |
|      | AUS Austrália        |
|      | JAM Jamaica          |
| 4    | NZL Nova Zelândia    |
| 5    | RSA África do Sul    |
| 6    | UGA Uganda           |
| 7    | MAW Malawi           |
| 8    | NIR Irlanda do Norte |
| 9    | SCO Escócia          |
| 10   | BAR Barbados         |
| 11   | WAL País de Gales    |
| 12   | FIJ Fiji             |

## Quadro de medalhas
| Ordem | País       | Medalha de ouro | Medalha de prata | Medalha de bronze | Total |
| ----- | ---------- | --------------- | ---------------- | ----------------- | ----- |
| 1     | Inglaterra | 1               |                  |                   | 1     |
| 2     | Austrália  |                 | 1                |                   | 1     |
| 3     | Jamaica    |                 |                  | 1                 | 1     |
| TOTAL | TOTAL      | 1               | 1                | 1                 | 3     |